# Caligus minimus
Caligus minimus är en kräftdjursart som beskrevs av Otto 1821. Caligus minimus ingår i släktet Caligus och familjen Caligidae. Arten har ej påträffats i Sverige. Inga underarter finns listade i Catalogue of Life.